# San José el Espinal
San José el Espinal är en ort i Mexiko.   Den ligger i kommunen San Sebastián Tecomaxtlahuaca och delstaten Oaxaca, i den sydöstra delen av landet, 250 km sydost om huvudstaden Mexico City. San José el Espinal ligger 2 096 meter över havet och antalet invånare är 106.
Terrängen runt San José el Espinal är huvudsakligen kuperad. San José el Espinal ligger uppe på en höjd. Runt San José el Espinal är det ganska glesbefolkat, med 30 invånare per kvadratkilometer. Närmaste större samhälle är Santiago Juxtlahuaca, 13,2 km söder om San José el Espinal. I omgivningarna runt San José el Espinal växer huvudsakligen savannskog.